# Campylaspides grandis
Campylaspides grandis är en kräftdjursart som beskrevs av Fage 1929. Campylaspides grandis ingår i släktet Campylaspides och familjen Nannastacidae. Inga underarter finns listade i Catalogue of Life.